# Аортальний клапан
Аортальний клапан (лат. valva aortae) — один із клапанів серця. Він лежить між лівим шлуночком та висхідною аортою та регулює потік крові з лівого шлуночка серця в аорту.

## Ембріологія
Ембріологічний розвиток аортального клапана тісно пов'язаний з розвитком вивідного тракту лівого шлуночка.

## Морфологія

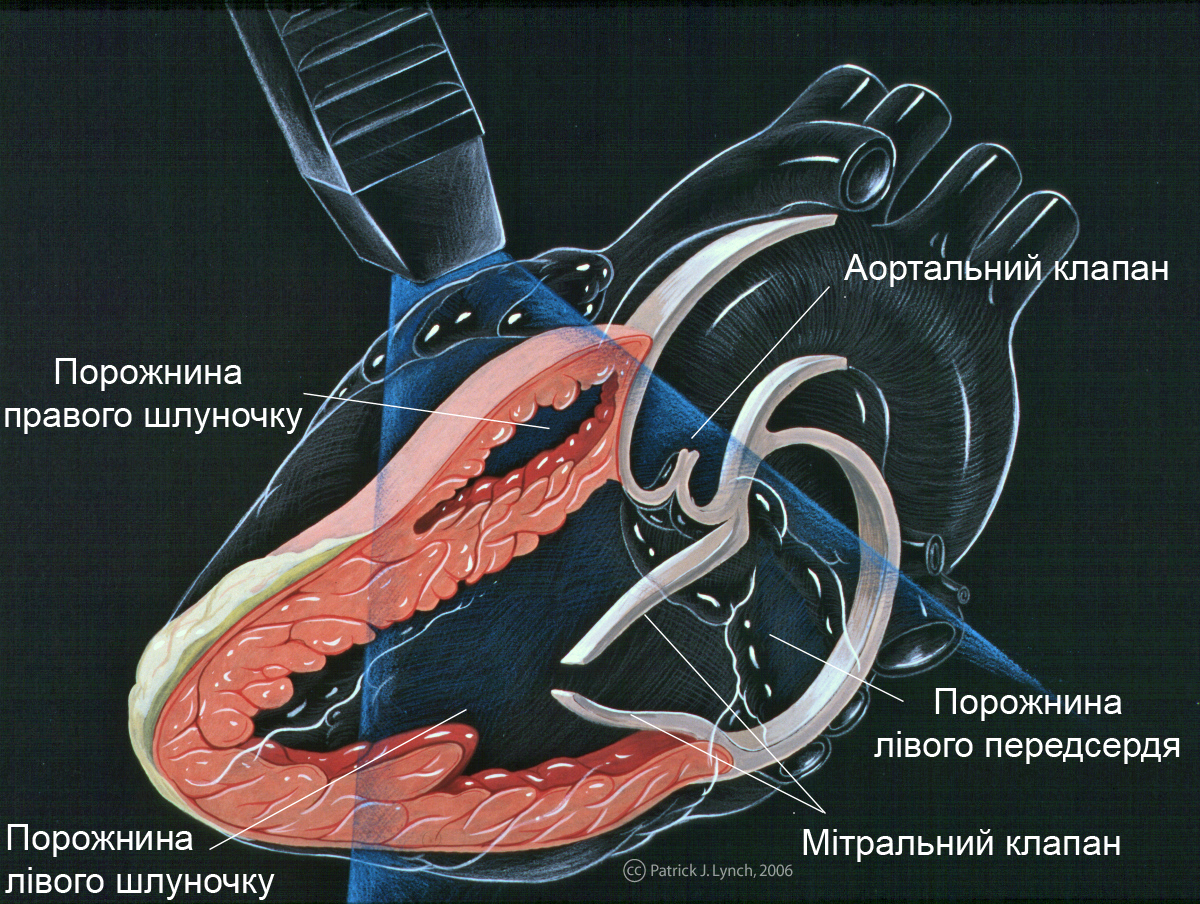
Ехокардіографічне дослідження. Добре візалізується аортальний клапан у парастернальній поздовжній проєкції. В данній проєкції добре визначається тісний анатомічний зв'язок із передньою стулкою мітрального клапана.

Аортальний клапан у нормі має 3 стулки: праву коронарну (передню), ліву коронарну (ліву задню), некоронарну (праву задню). Їх також називають півмісяцевими стулками — тому що вони мають характерний вигляд раннього Місяця. На кожній стулці мається характерне потовщення у вигляді вузелка (вузелок Аранція), завдяки чому аорта витримує великі коливання артеріального тиску. Дещо розширена частина стінки аорти над клапанами має назву синуса аортального клапана, або синус Вальсальви. Кожній із трьох стулок відповідає свій синус. Від правого коронарного та лівого коронарного синуса відповідно відходять Права та Ліва коронарні артерії. Отвір аортального клапана у відкритому стані має площу 3-4 см² у дорослих.

## Фізіологія
Під час систоли шлуночків (скорочення шлуночків) аортальний клапан відкривається і кров із лівого шлуночка потрапляє в аорту. Під час діастоли шлуночків (розслаблення шлуночків) аортальний клапан пасивно закривається внаслідок різниці тиску в аорті та лівому шлуночку. В цей час кров із лівого предсердя потрапляє до лівого шлуночка та «накопичується» в ньому, а завдяки закритим стулкам аортального клапана кров із аорти потрапляє в коронарні артерії, які кровопостачають міокард.

## Патологія
Стеноз аортального клапана при кальцинозі, ревматизмі, атеросклерозі, вроджених вадах серця.
Недостатність аортального клапана внаслідок первинного враження клапана, які спостерігаються при таких захворюваннях, як ревматизм, ендокардит, вроджені вади серця, аортит; або внаслідок враження кореня аорти (синдром Марфана, аневризма висхідної аорти, диссекція аорти).